# 傑米·瑟吉爾
傑米·瑟吉爾（英語：Jimmy Sheirgill，1972年12月3日—）是印度男演員和制片人，主要作品為寶萊塢電影。
瑟吉爾較知名的電影有《真愛永存》（2000）、《傻瓜大哥再出擊》（2006）、《Tanu Weds Manu》（2011）和《我的名字叫可汗》（2010）等等。

## 外部連結
- 傑米·瑟吉爾在互联网电影资料库（IMDb）上的資料（英文）